# Генпентаконтасеребротетрадекалантан
Генпентаконтасеребротетрадекалантан — бинарное неорганическое соединение
лантана и серебра
с формулой Ag51La14,
кристаллы.

## Получение
- Сплавление стехиометрических количеств чистых веществ:

{\displaystyle {\mathsf {14La+51Ag\ {\xrightarrow {1000^{o}C}}\ Ag_{51}La_{14}}}}

## Физические свойства
Генпентаконтасеребротетрадекалантан образует кристаллы
гексагональной сингонии, пространственная группа P 6/m, параметры ячейки a = 1,2955 нм, c = 0,9525 нм, Z = 1,
структура типа тетрадекагадолинийгенпентаконтасеребра Gd14Ag51
.
Соединение конгруэнтно плавится при температуре 1000°C  (1005°C , 1010°C )
и имеет область гомогенности 21,5÷25 ат.% лантана.